# Hoorn Kersenboogerd
Hoorn Kersenboogerd (ned: Station Hoorn Kersenboogerd) – stacja kolejowa w Hoorn, w dzielnicy Kersenboogerd, w prowincji Holandia Północna, w Holandii. Stacja znajduje się na linii Zaandam – Enkhuizen.
Stacja została otwarta w dniu 29 maja 1983 roku jako przystanek kolejowy. Został zaprojektowany przez J. Bak van Articon.
Około jednego kilometra na wschód od stacji znajduje się Hoorn Kersenboogerd Opstel (skrót "Hnko"), kozioł oporowy, który był używany do grudnia 2013 roku przez sprinter 3300, aby zmienić kierunek jazdy. Linia do Hnko jest dwutorowa, natomiast dalej do Enkhuizen biegnie jeden tor.
Stacja Horn Kersenboogerd wyposażona jest w bramki wejściowe, takie same jak w systemach metra.

## Linie kolejowe
- Zaandam – Enkhuizen